# Tereza Kesovija
Tereza Ana Kesovija (3 oktober 1938 in Dubrovnik) is een Kroatische zangeres.
In 1966 trad ze voor Monaco aan het op het Eurovisiesongfestival met het lied Bien plus fort, ze eindigde laatste met 0 punten.
Drie jaar later probeerde ze voor Zwitserland te gaan, maar ze kon de Concours Eurovision niet winnen. In 1972 was het wel weer raak, voor eigen land Joegoslavië deze keer met het lied Muzika i ti werd ze 9de.
In 1974 en 1987 probeerde ze het opnieuw bij Jugovizija maar ze kon niet meer winnen. Haar laatste eurovisieavontuur was in 2001 toen ze aan Dora meedeed met het lied Zlatni kljuc sudbine maar slechts 17de werd.
In 1967 verhuisde ze naar Frankrijk en had een groot succes met het lied van de film Doctor Zhivago. Ze is de enige Kroatische zangeres die ooit in de Olympia gezongen heeft.

## Liedjes
- Bien Plus Fort
- Muzika I Ti
- Zemljo Moja
- Stare Ljubavi
- Pjevaj Pjevaj Dalmacijo Mati
- Zlatni Kljuc Sudbine